# Roberto Bolle

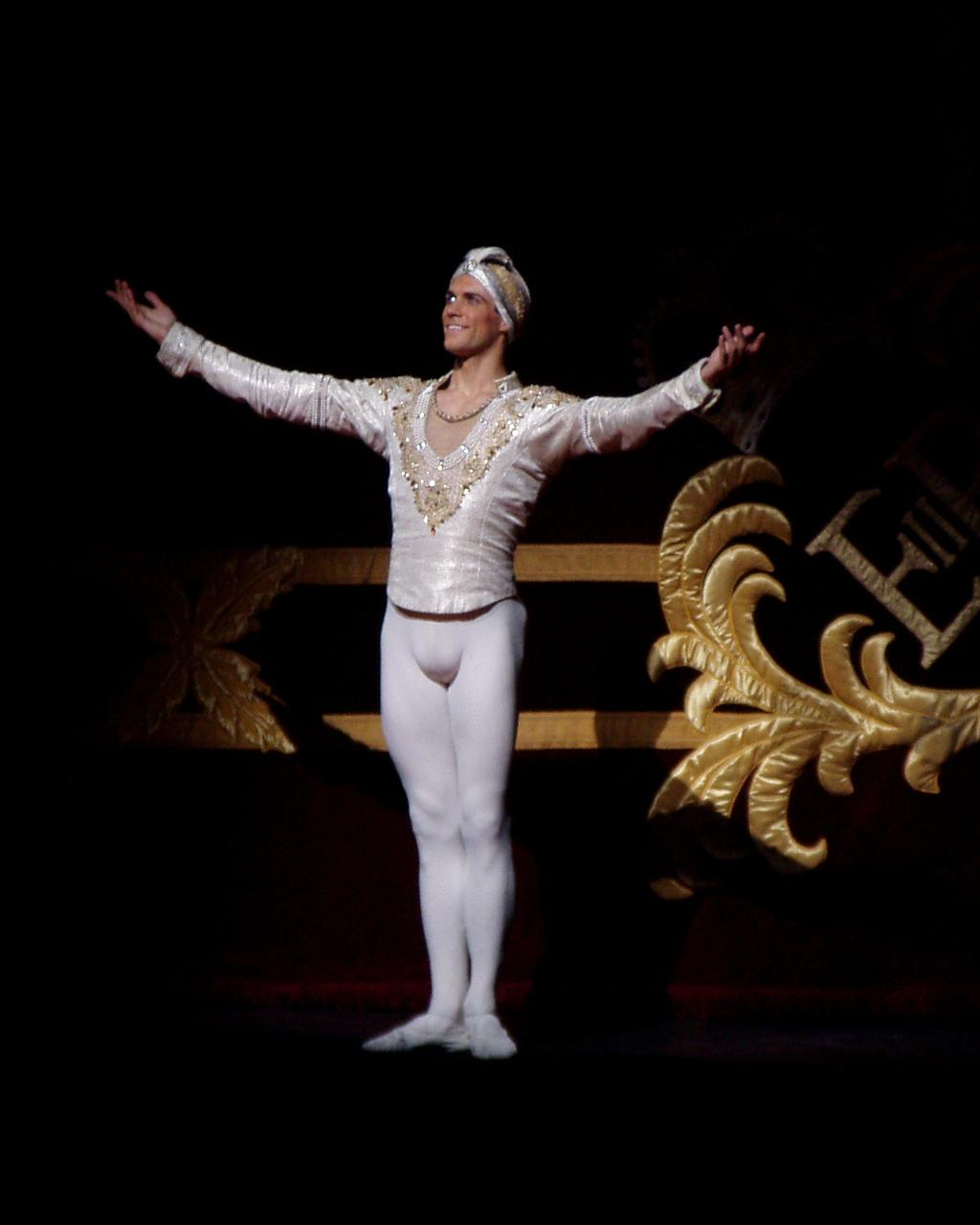
Roberto Bolle saluda tras bailar La bayadera de Ludwig Minkus con el Royal Ballet (2007).

Roberto Bolle (Casale Monferrato, 26 de marzo de 1975) es un bailarín italiano de danza clásica. Ha bailado en los mejores escenarios de Italia y con las más prestigiosas compañías del mundo, entre otras el Royal Ballet de Londres, el Ballet Nacional Canadiense, el Ballet de Estocolmo, el Ballet de Tokio, el American Ballet Theatre de Nueva York o las óperas de Berlín (Staatsoper Unter den Linden), Viena, Múnich, el Teatro Mariinski de San Petersburgo, el Teatro Bolshói de Moscú, etc. En 2003 recibió el título de étoile del Teatro de La Scala y en 2009 principal dancer del American Ballet Theatre.

## Biografía
Nació en el seno de una familia humilde sin antecedentes artísticos (el padre trabajaba de mecánico y la madre era ama de casa). Con doce años entró en la Escuela de Danza del Teatro alla Scala de Milán. Allí, el coreógrafo Rudolf Nuréyev lo escogió para que interpretara el papel de Tadzio en una coreografía del danés Flemming Flindt de Muerte en Venecia de Benjamin Britten. 
En 1996, tras bailar Romeo y Julieta, es nombrado primo ballerino del ballet de La Scala y se multiplican sus actuaciones. Ha trabajado con los mejores coreógrafos bailando las obras más importantes del repertorio clásico, como La bella durmiente o El lago de los cisnes de Chaikovski.
En el año 2000 inauguró la temporada del Covent Garden con El lago de los cisnes e intervino en el homenaje a Maia Plisiétskaia por su 75.º aniversario en el teatro Teatro Bolshói de Moscú. 
El English National Ballet, dirigido por Derek Deane, creó para él dos producciones: El lago de los cisnes y Romeo y Julieta, ambas representadas en el Royal Albert Hall de Londres. En el 2000, la Ópera de Viena produjo para Bolle una coreografía sobre el Ave Verum de Mozart. Intervino en la representación conmemorativa del primer decenio de la Ópera de El Cairo, en la que se interpretó la ópera Aída en las pirámides de Guiza. Posteriormente bailó en otras representaciones de esta ópera de Verdi en la Arena de Verona y en el teatro de La Scala de Milán. Fue protagonista de la coreografía Romeo y Julieta de Kenneth MacMillan. En marzo de 2003 interpretó en el Covent Garden de Londres La bella durmiente. Ese mismo año, participó en las celebraciones del III centenario del Teatro Mariinski de San Petersburgo bailando El lago de los cisnes. En junio de 2007 debutó en el Metropolitan de Nueva York y se convirtió así en la primera figura italiana invitada a bailar en tal escenario y en conseguir la categoría de primer bailarín del American Ballet Theatre. 
Siempre ha rechazado declarar su orientación sexual. En 2009 desmintió haber confesado que era gay, tal y como publicó en una entrevista al bailarín la revista francesa Numéro Homme en otoño de 2008.

## Conmemoraciones especiales
Fuera de los teatros, Bolle ha intervenido en ceremonias solemnes y en celebraciones o actos de gran prestigio. Así, en 2002, con motivo del jubileo de la reina Isabel II del Reino Unido, fue invitado a bailar en el Palacio de Buckingham. El 1 de abril de 2004 lo hizo ante el papa Juan Pablo II en la Jornada Mundial de la Juventud que tuvo lugar en la Ciudad del Vaticano. El 10 de febrero de 2006 intervino en la Ceremonia de Apertura de los Juegos Olímpicos de Turín 2006 interpretando una coreografía de Enzo Cosimi titulada Dal futurismo al Futuro.

## Otras artes
En diciembre de 2010 Robert Wilson estrenó en Nueva York una vídeo instalación titulada Perchance to dream, con treinta pantallas donde Roberto Bolle figuraba en posturas escultóricas.

## Premios y reconocimientos
Bolle ha recibido numerosos galardones. Entre otros, destacan:
- 1999: Fue nombrado embajador de buena voluntad de UNICEF.
- 1999: Premio Gino Tani, por su contribución a la difusión de los valores de la danza.
- 2000: Premio Galileo